# 羽賀俊雄
羽賀 俊雄（はが としお）は、日本の機械工学者。大阪工業大学工学部機械工学科教授。工学博士（早稲田大学）。日本機械学会フェロー・機械材料/材料加工技術講演会(M&P2012)実行委員長。日本塑性加工学会第45期代議員。
専門は、材料加工・溶融加工プロセス工学、鋳造工学・金属工学、生産工学（リサイクル工学含む）。特に、高速ロールキャスター研究の第一人者の一人。大阪産業技術研究所・大阪商工会議所との共同推進機関OIT-P（Osaka Industrial Technology Platform; 地域産業技術プラットフォーム）のメンバー。

## 経歴
1985年早稲田大学理工学部機械工学科卒業。1987年同大学大学院理工学研究科博士前期課程機械工学専攻修了。1991年同大学院博士後期課程機械工学専攻修了。1991年早稲田大学理工学部機械工学科助手。1992年工学博士（早稲田大学）。1996年大阪工業大学工学部機械工学科に着任。その後、英シェフィールド大学客員研究員も務め、2005年より大阪工業大学工学部機械工学科教授。2005年4月～2013年4月まで同大学ものづくりセンター長も兼務。2018年同大学機械工学科同窓会副会長。
主な所属学会は、日本機械学会、日本鋳造工学会、日本塑性加工学会、日本金属学会、軽金属学会。

## 受賞歴
- 日本塑性加工学会会田技術奨励賞（2006年）
- 軽金属学会第五回躍進賞/平成18年度論文賞（2006年）
- The award of Professor Fryderyk Staub The international conference on Achievement in Mechanical Engineering and Materials Engineering（2006年）
- ポーランドのシレジア大学World Academy of Materials and Manufacturing Engineering から功績賞
- 天田金属加工機械技術振興財団20周年記念功績賞（2007年）
- 軽金属学会関西支部功績賞-関西賞（2011年）
- 日本鋳造工学会関西支部研究奨励賞/技術賞（2012年）
- 日本機械学会機械材料・材料加工部門業績賞（2014年）
- 日本機械学会フェロー、日本鋳造工学会関西支部研究奨励賞（2015年）
- 軽金属学会第18回軽金属功績賞（2020年）[7]
- 第17回日本鋳造工学会関西支部石野賞（2024年）[8]

## 主な研究および取得技術特許
- 双ロール式縦型鋳造装置及び複合材料シート製造方法（2006、特許第4873626）
- 金属板製造装置及び金属板製造方法（2009、特許第5408730）
- 合金板製造装置及び合金板製造方法（2009、特開2011-206787）
- 過共晶アルミニウム－シリコン合金圧延板成形品 およびその製造方法 （2010、特許第5856764）
- サイドダムプレートならびにそれを用いた 双ロール式連続鋳造装置および金属板の製造方法（2011、特許第5881210）
- 薄板状クラッド材の製造方法および製造装置ならびに ブレージングシートおよびその製造方法（2011、特許第5846991）
- 金属板製造装置及び金属板の製造方法（2013、特開2015-193021）[9]

2022年11月、スタンフォード大学とエルゼビアによる世界で最も影響力のあるトップ2％の科学者を特定する包括的なリスト「標準化された引用指標に基づく科学者データベース（Updated science-wide author databases of standardized citation indicators）」が更新発表され、Career-long区分で、日本の大学研究者の1人として選出されている。

## 連携活動
産学連携活動として、自動車産業企業（日産自動車・スズキなど）との共同研究や、イノベーション・ジャパンへの出展に取り組んでいる。
大学間交流として、東京工業大学物質理工学院の材料系研究室や早稲田大学各務記念材料技術研究所と交流を行っている。

## その他
指導する大阪工業大学機械工学科研究室のメンバーが、「社会人基礎力育成グランプリ2013」で大賞（経済産業大臣賞）を受賞した。